# Světový pohár v alpském lyžování 2022/2023
Světový pohár v alpském lyžování 2022/2023 byl 57. ročník série vrcholných závodů v alpském lyžování organizovaný Mezinárodní lyžařskou federací od roku 1967. Sezóna začala tradičně během října 2022 v rakouském Söldenu, který hostil obří slalom jako první závod premiérově v roce 2000. Skončila v polovině března 2023 finálem v andorrském středisku Soldeu. Vrcholem sezóny se stalo únorové Mistrovství světa 2023 v Courchevelu a Méribelu, z něhož nebyly do hodnocení světové série započítány umístění ani body.
Celková vítězství v ročníku obhájili Švýcar Marco Odermatt a Američanka Mikaela Shiffrinová. Odermatt vyhrál podruhé a předvedl nejdominantnější mužskou sezónu předchozí historie světové série. Shiffrinová získala pátý velký křišťálový glóbus, jímž se na druhém místě historických statistik osamostatnila za šesti glóby Annemarie Moserové-Pröllové. V březnu 2023 překonala absolutní rekord Světového poháru v počtu 86 vyhraných závodů Švéda Ingemara Stenmarka, když v aarském slalomu ovládla 87. závod v kariéře.

## Přehled

### Muži
Podruhé se celkovým vítězem sezóny stal 25letý Švýcar Marco Odermatt, který obhájil triumf z předchozího ročníku. Jednalo se o nejdominantnější sezónu lyžaře v předchozí historii mužského Světového poháru.
Odermatt celkově vyhrál třináct závodů, vůbec nejvyšší počet v mužské části jednoho ročníku světové série, což před ním dokázali Švéd Ingemar Stenmark (1979) a Rakušané Hermann Maier (2001) s Marcelem Hirscherem (2018). O 42 bodů překonal rekordních 2 000 bodů Hermana Maiera ze sezóny 2000, s historicky nejvyšším průměrným ziskem 53 bodů na jeden závod. Rovněž vyrovnal další Maierův rekord z roku 2000 dvaceti dvěma pódiovými umístěními v sezóně. Stal se teprve druhým Švýcarem, jenž ovládl celkové hodnocení vícekrát. V tomto ohledu navázal na čtyřnásobného šampiona Pirmina Zurbriggena, vítěze z let 1984, 1987, 1988 a 1990. V sezóně navíc triumfoval ve sjezdu a obřím slalomu mistrovství světa.
Jistotu velkého křišťálového glóbu Odermatt získal 9. března 2023 poté, co se jeho norský vyzyvatel Aleksander Aamodt Kilde zřekl startu v obřích slalomech v Kranjske Goře. Šest závodů před koncem si zajistil nedostižitelný náskok 386 bodů s ohledem na Kildeho absenci ve slalomech světového finále. Již na počátku března 2023 si vítězstvím v Aspenu zajistil první malý křišťálý glóbus ze Super-G. Druhý v klasifikaci disciplíny Aamodt Kilde skončil v Aspenu třetí. Švýcar navíc obhájil první místo v hodnocení obřího slalomu a třetí místo obsadil ve sjezdu, čímž o jednu příčku vylepšil osobní maximum. Malý glóbus ze sjezdu podruhé v řadě připadl Aamodtovi Kildemu, který celkově vyhrál druhý nejvyšší počet osmi závodů. Jeho 22letý norský krajan Lucas Braathen získal první vítězství v jedné z disciplín světové série, slalomu. O zisku malého glóbu rozhodl až v posledním slalomovém závodu během světového finále v Soldeu, kde skončil druhý a odrazil útok krajana Henrika Kristoffersena, jenž dojel na bronzovém umístění. Kristoffersen pak v celkové klasifikaci obsadil třetí příčku.

### Ženy

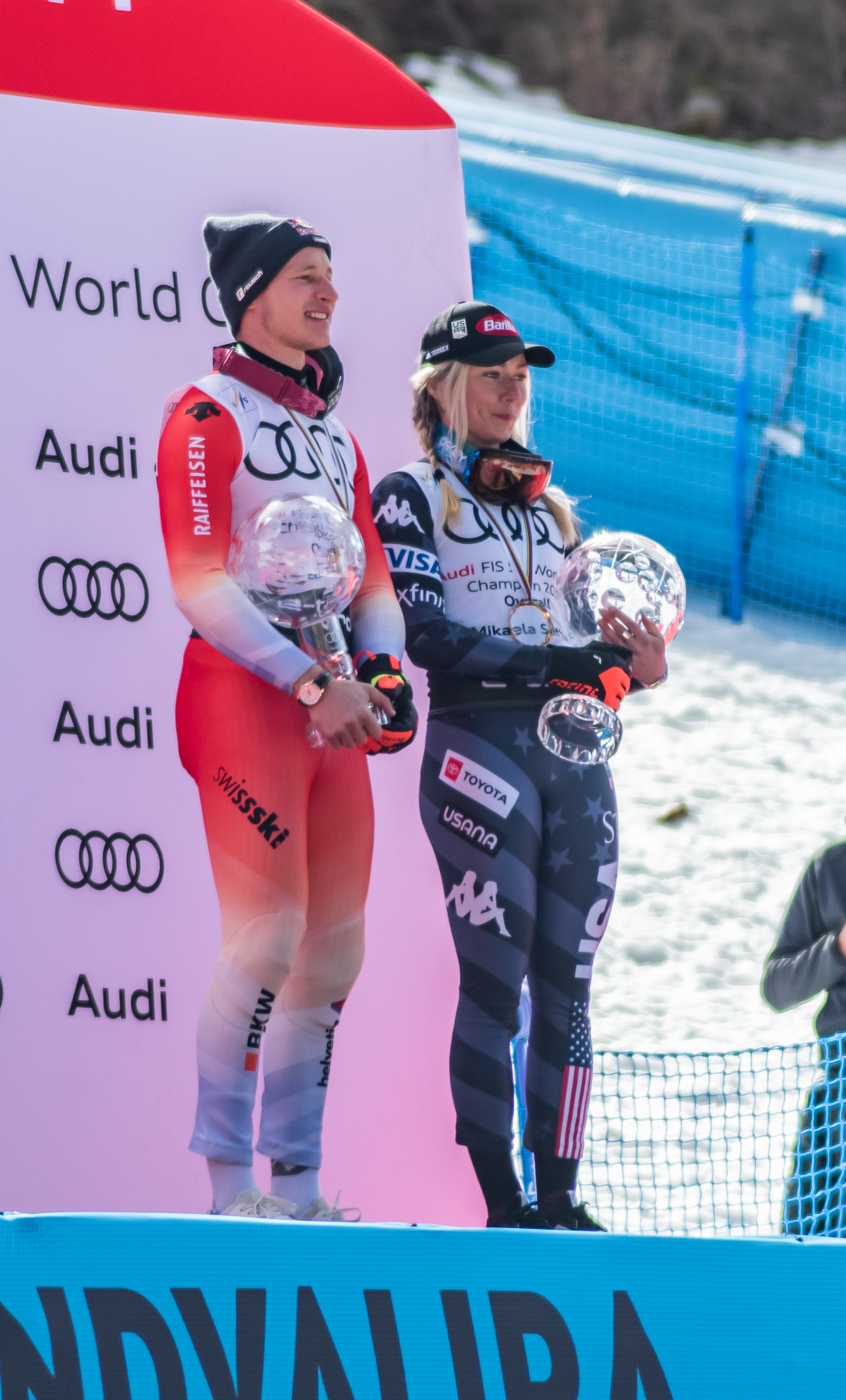
Marco Odermatt a Mikaela Shiffrinová s velkými křišťálovými glóby ve finále Světového poháru v Soldeu

Celkové vítězství v sezóně obhájila Američanka Mikaela Shiffrinová, jež navázala na triumfy z let 2017, 2018, 2019 a 2022. Pátým velkým křišťálovým glóbem se na druhém místě odpoutala od krajanky Lindsey Vonnové a jedno vítězství ztrácela na rakouskou rekordmanku Annemarii Moserovou-Pröllovou, závodící v 70. letech dvacátého století. V sezóně vyhrála 14 závodů, druhý nejvyšší počet po 17 vítězstvích v sezóně 2018/2019. Na Mistrovství světa 2023 navíc jako první lyžař získala zlatou medaili v šestém ročníku světových šampionátů za sebou, když nenašla přemožitelku v obřím slalomu.
27letá Shiffrinová si celkový triumf zajistila 4. března 2023 pátým místem v kvitfjellském sjezdu. Sedm závodů před koncem si vypracovala nedostižitelný náskok 796 bodů před druhou ženou pořadí Larou Gutovou-Behramiovou. Druhá příčka v daném norském  sjezdu rovněž znamenala zisk čtvrtého malého glóbu ze sjezdu pro Italku Sofii Goggiovou, která hodnocení disciplíny ovládla potřetí za sebou.
Dominanci v sezóně Shiffrinová podtrhla ziskem sedmého malého glóbu ve slalomu a pátého v obřím slalomu. V březnovém světovém finále v Soldeu obsadila třetí místo ve slalomu a vyhrála poslední závod sezóny v obřím slalomu. V něm překonala 138. pódiovým umístěním ženský historický rekord 137 umístění Lindsey Vonnové. Jednalo se o její 249. start ve Světovém poháru znamenající, že v 55 % závodů dojela do třetího místa (v SP debutovala jako 15letá v roce 2011). Rovněž 76. pódiovým umístěním v soldeuaském slalomu navýšila rekord v rámci jedné disciplíny. Rekordní hodnotu překonala již levijským slalomem během listopadu 2022, kdy se na stupních vítězek objevila po šedesáté osmé (Vonnová skončila 67krát v první trojce sjezdu). 21. výhrou v obřím slalomu Shiffrinová pokořila rekord nejvyššího počtu vítězství v této disciplíně, který předtím sdílela se Švýcarkou Vreni Schneiderovou závodící v 80. a 90. letech dvacátého století. Konečnou klasifikaci superobřího slalomu (Super-G) počtvrté v kariéře vyhrála 31letá Švýcarka Lara Gutová-Behramiová. O triumfu rozhodla až vítězstvím v závěrečném desátém závodě disciplíny v Soldeu, do něhož první pětice adeptek vstupovala v rozmezí pouhých 44 bodů mezi první Curtoniovou a pátou Brignoneovou.
Dvěma vítěznými závody 10. a 11. března 2023 v Åre Shiffrinová nejdříve vyrovnala a další den překonala absolutní rekord Světového poháru v počtu 86 vyhraných závodů Švéda Ingemara Stenmarka, trvající od února 1989. Slalomový triumf Američanky z 11. března pro ni znamenal 87. vítězný závod.

## Dějiště
Kalendář Světového poháru 2022/2023 na začátku sezóny zahrnoval 38 lyžařských středisek, v nichž bylo naplánováno 25 mužských, 24 ženských a 10 společných závodů s účastí mužských i ženských soutěží.
| Sölden | Lech/Zürs                                                                                                | Lake Louise                                                               | Beaver Creek                                                              |
| --- | --- | ------------------------------------------------------------------------- | ------------------------------------------------------------------------- |
| | |                                                                           |                                                                           |
| Rettenbach | Flexenarena                                                                                              | Men's Olympic Downhill                                                    | Birds of Prey                                                             |
| Val-d'Isère | Palisades Tahoe                                                                                          | Val Gardena                                                               | Alta Badia                                                                |
| | |                                                                           |                                                                           |
| La face de Bellevarde                                                                                             | Red Dog                                                                                                  | Saslong                                                                   | Gran Risa                                                                 |
| Madonna di Campiglio                                                                                              | Bormio                                                                                                   | Adelboden                                                                 | Kranjska Gora                                                             |
| | |                                                                           |                                                                           |
| Canalone Miramonti                                                                                                | Stelvio                                                                                                  | Chuenisbärgli                                                             | Podkoren 3                                                                |
| Evropa Záhřeb Špindlerův Mlýn Soldeu Kr. Gora Kvitfjell Garmisch Courchevel Val-d'Isère Méribel Chamonix Levi Åre | |                                                                           |                                                                           |
| Severní Itálie Kronplatz Val Gardena Alta Badia Cortina Madonna di · Campiglio Cervinia Sestriere Bormio          | Severní Itálie Kronplatz Val Gardena Alta Badia Cortina Madonna di · Campiglio Cervinia Sestriere Bormio | Rakousko Sölden Lech/Zürs Flachau St Anton Semmering Kitzbühel Schladming | Rakousko Sölden Lech/Zürs Flachau St Anton Semmering Kitzbühel Schladming |
| Severní Amerika Lake Louise Aspen Killington Palisades Tahoe Beaver Creek                                         | Severní Amerika Lake Louise Aspen Killington Palisades Tahoe Beaver Creek                                | Švýcarsko Crans-Montana Adelboden Zermatt Svatý Mořic Wengen              | Švýcarsko Crans-Montana Adelboden Zermatt Svatý Mořic Wengen              |
| Cervinia | Schladming                                                                                               | Kitzbühel                                                                 | Kitzbühel                                                                 |
| | |                                                                           |                                                                           |
| Gobba di Rollin                                                                                                   | Planai                                                                                                   | Streif                                                                    | Ganslern                                                                  |
| Killington | Levi | Wengen                                                                    | Wengen                                                                    |
| | |                                                                           |                                                                           |
| Superstar | Levi Black                                                                                               | Lauberhorn                                                                | Männlichen                                                                |
| Cortina d'Ampezzo                                                                                                 | Záhřeb                                                                                                   | Garmisch-Partenkirchen                                                    | Garmisch-Partenkirchen                                                    |
| | |                                                                           |                                                                           |
| Olimpia delle Tofane                                                                                              | Crveni spust                                                                                             | Kandahar 1                                                                | Gudiberg                                                                  |

| Legenda závodů | Legenda závodů | Legenda závodů |
| -------------- | -------------- | -------------- |
| ženské         | mužské         | společné       |

## Muži

### Kalendář
| 1855. | 1.                               | 23. října 2022                                               | Sölden (Rettenbach, 68,2 %)                                      | OS 438                                                           | Marco Odermatt                                                   | Žan Kranjec                                                      | Henrik Kristoffersen                                            | [ 22 ]                                                          |
| |                                  | 29. října 2022                                               | Zermatt/Cervinia (Gran Becca)                                    | SJ cnx                                                           | nedostatek sněhu; zrušeno bez náhrady                            | nedostatek sněhu; zrušeno bez náhrady                            | nedostatek sněhu; zrušeno bez náhrady                           | nedostatek sněhu; zrušeno bez náhrady                           |
| 30. října 2022                                                                                           | SJ cnx                           |                                                              | Zermatt/Cervinia (Gran Becca)                                    |                                                                  | nedostatek sněhu; zrušeno bez náhrady                            | nedostatek sněhu; zrušeno bez náhrady                            | nedostatek sněhu; zrušeno bez náhrady                           | nedostatek sněhu; zrušeno bez náhrady                           |
| 13. listopadu 2022                                                                                       | Lech/Zürs (Flexenarena, 50 %)    | PG cnx                                                       | špatné počasí; zrušeno bez náhrady                               | špatné počasí; zrušeno bez náhrady                               | špatné počasí; zrušeno bez náhrady                               | špatné počasí; zrušeno bez náhrady                               |                                                                 |                                                                 |
| 25. listopadu 2022                                                                                       | Lake Louise Men's Olympic, 53 %) | SJ cnx                                                       | špatné počasí; přeloženo na 26. listopadu 2022                   | špatné počasí; přeloženo na 26. listopadu 2022                   | špatné počasí; přeloženo na 26. listopadu 2022                   | špatné počasí; přeloženo na 26. listopadu 2022                   |                                                                 |                                                                 |
| 26. listopadu 2022                                                                                       | Lake Louise Men's Olympic, 53 %) | SG cnx                                                       | změna programu; přeloženo do Cortiny d'Ampezzo na 28. ledna 2023 | změna programu; přeloženo do Cortiny d'Ampezzo na 28. ledna 2023 | změna programu; přeloženo do Cortiny d'Ampezzo na 28. ledna 2023 | změna programu; přeloženo do Cortiny d'Ampezzo na 28. ledna 2023 |                                                                 |                                                                 |
| 1856. | Lake Louise Men's Olympic, 53 %) | 2.                                                           | 26. listopadu 2022                                               | SJ 515                                                           | Aleksander Aamodt Kilde                                          | Daniel Hemetsberger                                              | Marco Odermatt                                                  | [ 23 ]                                                          |
| 1857. | Lake Louise Men's Olympic, 53 %) | 3.                                                           | 27. listopadu 2022                                               | SG 231                                                           | Marco Odermatt                                                   | Aleksander Aamodt Kilde                                          | Matthias Mayer                                                  | [ 24 ]                                                          |
| |                                  | 2. prosince 2022                                             | Beaver Creek (Birds of Prey, 68 %)                               | SJ cnx                                                           | husté sněžení; přeloženo do Val Gardeny na 15. prosince 2022     | husté sněžení; přeloženo do Val Gardeny na 15. prosince 2022     | husté sněžení; přeloženo do Val Gardeny na 15. prosince 2022    | husté sněžení; přeloženo do Val Gardeny na 15. prosince 2022    |
| 1858. | 4.                               | 3. prosince 2022                                             | Beaver Creek (Birds of Prey, 68 %)                               | SJ 516                                                           | Aleksander Aamodt Kilde                                          | Marco Odermatt                                                   | James Crawford                                                  | [ 25 ]                                                          |
| 1859. | 5.                               | 4. prosince 2022                                             | Beaver Creek (Birds of Prey, 68 %)                               | SG 232                                                           | Aleksander Aamodt Kilde                                          | Marco Odermatt                                                   | Alexis Pinturault                                               | [ 26 ]                                                          |
| 1860. | 6.                               | 10. prosince 2022                                            | Val-d'Isère (La face de Bellevarde, 71 %)                        | OS 439                                                           | Marco Odermatt                                                   | Manuel Feller                                                    | Žan Kranjec                                                     | [ 27 ]                                                          |
| 1861. | 7.                               | 11. prosince 2022                                            | Val-d'Isère (La face de Bellevarde, 71 %)                        | SL 519                                                           | Lucas Braathen                                                   | Manuel Feller                                                    | Loïc Meillard                                                   | [ 28 ]                                                          |
| 1862. | 8.                               | 15. prosince 2022                                            | Val Gardena (Saslong, 56,9 %)                                    | SJ 517                                                           | Vincent Kriechmayr                                               | Marco Odermatt                                                   | Matthias Mayer                                                  | [ 29 ]                                                          |
| |                                  | 16. prosince 2022                                            | Val Gardena (Saslong, 56,9 %)                                    | SG cnx                                                           | špatné počasí; přeloženo do Cortiny d'Ampezzo na 29. ledna 2023  | špatné počasí; přeloženo do Cortiny d'Ampezzo na 29. ledna 2023  | špatné počasí; přeloženo do Cortiny d'Ampezzo na 29. ledna 2023 | špatné počasí; přeloženo do Cortiny d'Ampezzo na 29. ledna 2023 |
| 1863. | 9.                               | 17. prosince 2022                                            | Val Gardena (Saslong, 56,9 %)                                    | SJ 518                                                           | Aleksander Aamodt Kilde                                          | Johan Clarey                                                     | Mattia Casse                                                    | [ 30 ]                                                          |
| 1864. | 10.                              | 18. prosince 2022                                            | Alta Badia (Gran Risa, 69 %)                                     | OS 440                                                           | Lucas Braathen                                                   | Henrik Kristoffersen                                             | Marco Odermatt                                                  | [ 31 ]                                                          |
| 1865. | 11.                              | 19. prosince 2022                                            | Alta Badia (Gran Risa, 69 %)                                     | OS 441                                                           | Marco Odermatt                                                   | Henrik Kristoffersen                                             | Žan Kranjec                                                     | [ 32 ]                                                          |
| 1866. | 12.                              | 22. prosince 2022                                            | Madonna di Campiglio (Canalone Miramonti, 60 %)                  | SL 520                                                           | Daniel Yule                                                      | Henrik Kristoffersen                                             | Linus Straßer                                                   | [ 33 ]                                                          |
| 1867. | 13.                              | 28. prosince 2022                                            | Bormio (Stelvio, 63 %)                                           | SJ 519                                                           | Vincent Kriechmayr                                               | James Crawford                                                   | Aleksander Aamodt Kilde                                         | [ 34 ]                                                          |
| 1868. | 14.                              | 29. prosince 2022                                            | Bormio (Stelvio, 63 %)                                           | SG 233                                                           | Marco Odermatt                                                   | Vincent Kriechmayr                                               | Loïc Meillard                                                   | [ 35 ]                                                          |
| 1869. | 15.                              | 4. ledna 2023                                                | Garmisch-Partenkirchen (Gudiberg, 58 %)                          | SL 521                                                           | Henrik Kristoffersen                                             | Manuel Feller                                                    | Clément Noël                                                    | [ 36 ]                                                          |
| 1870. | 16.                              | 7. ledna 2023                                                | Adelboden (Chuenisbärgli, 60 %)                                  | OS 442                                                           | Marco Odermatt                                                   | Henrik Kristoffersen                                             | Loïc Meillard                                                   | [ 37 ]                                                          |
| 1871. | 17.                              | 8. ledna 2023                                                | Adelboden (Chuenisbärgli, 60 %)                                  | SL 522                                                           | Lucas Braathen                                                   | Atle Lie McGrath                                                 | Linus Straßer                                                   | [ 38 ]                                                          |
| 1872. | 18.                              | 13. ledna 2023                                               | Wengen (Lauberhorn, 90 %)                                        | SG 234                                                           | Aleksander Aamodt Kilde                                          | Stefan Rogentin                                                  | Marco Odermatt                                                  | [ 39 ]                                                          |
| 1873. | 19.                              | 14. ledna 2023                                               | Wengen (Lauberhorn, 90 %)                                        | SJ 520                                                           | Aleksander Aamodt Kilde                                          | Marco Odermatt                                                   | Mattia Casse                                                    | [ 40 ]                                                          |
| 1874. | 20.                              | 15. ledna 2023                                               | Wengen (Männlichen, 72 %)                                        | SL 523                                                           | Henrik Kristoffersen                                             | Loïc Meillard                                                    | Lucas Braathen                                                  | [ 41 ]                                                          |
| 1875. | 21.                              | 20. ledna 2023                                               | Kitzbühel (Streif, 85 %)                                         | SJ 521                                                           | Vincent Kriechmayr                                               | Florian Schieder                                                 | Niels Hintermann                                                | [ 42 ]                                                          |
| 1876. | 22.                              | 21. ledna 2023                                               | Kitzbühel (Streif, 85 %)                                         | SJ 522                                                           | Aleksander Aamodt Kilde                                          | Johan Clarey                                                     | Travis Ganong                                                   | [ 43 ]                                                          |
| 1877. | 23.                              | 22. ledna 2023                                               | Kitzbühel (Ganslern, 70 %)                                       | SL 524                                                           | Daniel Yule                                                      | Dave Ryding                                                      | Lucas Braathen                                                  | [ 44 ]                                                          |
| 1878. | 24.                              | 24. ledna 2023                                               | Schladming (Planai, 54 %)                                        | SL 525                                                           | Clément Noël                                                     | Ramon Zenhäusern                                                 | Lucas Braathen                                                  | [ 45 ]                                                          |
| 1879. | 25.                              | 25. ledna 2023                                               | Schladming (Planai, 54 %)                                        | OS 443                                                           | Loïc Meillard                                                    | Gino Caviezel                                                    | Marco Schwarz                                                   | [ 46 ]                                                          |
| |                                  | 28. ledna 2023                                               | Garmisch-Partenkirchen (Kandahar 1, 85 %)                        | SJ cnx                                                           | nedostatek sněhu; zrušeno bez náhrady                            | nedostatek sněhu; zrušeno bez náhrady                            | nedostatek sněhu; zrušeno bez náhrady                           | nedostatek sněhu; zrušeno bez náhrady                           |
| 29. ledna 2023                                                                                           | OS cnx                           | nedostatek sněhu; přeloženo do Schladmingu na 25. ledna 2023 | nedostatek sněhu; přeloženo do Schladmingu na 25. ledna 2023     | nedostatek sněhu; přeloženo do Schladmingu na 25. ledna 2023     | nedostatek sněhu; přeloženo do Schladmingu na 25. ledna 2023     |                                                                  |                                                                 |                                                                 |
| 1880. | 26.                              | 28. ledna 2023                                               | Cortina d'Ampezzo (Olimpia delle Tofane, 65 %)                   | SG 235                                                           | Marco Odermatt                                                   | Aleksander Aamodt Kilde                                          | Mattia Casse                                                    | [ 47 ]                                                          |
| 1881. | 27.                              | 29. ledna 2023                                               | Cortina d'Ampezzo (Olimpia delle Tofane, 65 %)                   | SG 236                                                           | Marco Odermatt                                                   | Dominik Paris                                                    | Daniel Hemetsberger                                             | [ 48 ]                                                          |
| 1882. | 28.                              | 4. února 2023                                                | Chamonix (La Verte des Houches)                                  | SL 526                                                           | Ramon Zenhäusern                                                 | AJ Ginnis                                                        | Daniel Yule                                                     | [ 49 ]                                                          |
| 47. mistrovství světa (7.–19. února)                                                                     |                                  |                                                              |                                                                  |                                                                  |                                                                  |                                                                  |                                                                 |                                                                 |
| Mistrovství světa                                                                                        | Mistrovství světa                | 7. února 2023                                                | Courchevel (L’Éclipse, 61 %)                                     | SK                                                               | Alexis Pinturault                                                | Marco Schwarz                                                    | Raphael Haaser                                                  | [ 50 ]                                                          |
| Mistrovství světa                                                                                        | Mistrovství světa                | 9. února 2023                                                | Courchevel (L’Éclipse, 61 %)                                     | SG                                                               | James Crawford                                                   | Aleksander Aamodt Kilde                                          | Alexis Pinturault                                               | [ 51 ]                                                          |
| Mistrovství světa                                                                                        | Mistrovství světa                | 12. února 2023                                               | Courchevel (L’Éclipse, 61 %)                                     | SJ                                                               | Marco Odermatt                                                   | Aleksander Aamodt Kilde                                          | Cameron Alexander                                               | [ 52 ]                                                          |
| Mistrovství světa                                                                                        | Mistrovství světa                | 15. února 2023                                               | Méribel (Roc de Fer, 55 %)                                       | PS                                                               | Alexander Schmid                                                 | Dominik Raschner                                                 | Timon Haugan                                                    | [ 53 ]                                                          |
| Mistrovství světa                                                                                        | Mistrovství světa                | 17. února 2023                                               | Courchevel (L'Éclipse, 61 %)                                     | OS                                                               | Marco Odermatt                                                   | Loïc Meillard                                                    | Marco Schwarz                                                   | [ 54 ]                                                          |
| Mistrovství světa                                                                                        | Mistrovství světa                | 19. února 2023                                               | Courchevel (L'Éclipse, 61 %)                                     | SL                                                               | Henrik Kristoffersen                                             | AJ Ginnis                                                        | Alex Vinatzer                                                   | [ 55 ]                                                          |
| 1883 | 29                               | 25. února 2023                                               | Palisades Tahoe (Red Dog)                                        | OS 444                                                           | Marco Schwarz                                                    | Marco Odermatt                                                   | Rasmus Windingstad                                              | [ 56 ]                                                          |
| 1884. | 30.                              | 26. února 2023                                               | Palisades Tahoe (Red Dog)                                        | SL 527                                                           | Alexander Steen Olsen                                            | Timon Haugan                                                     | Clément Noël Albert Popov                                       | [ 57 ]                                                          |
| |                                  | 3. března 2023                                               | Aspen (Ruthie's Run)                                             | SJ cnx                                                           | silný vítr; zrušeno bez náhrady                                  | silný vítr; zrušeno bez náhrady                                  | silný vítr; zrušeno bez náhrady                                 | silný vítr; zrušeno bez náhrady                                 |
| 1885. | 31.                              | 4. března 2023                                               | Aspen (Ruthie's Run)                                             | SJ 523                                                           | Aleksander Aamodt Kilde                                          | James Crawford                                                   | Marco Odermatt                                                  | [ 58 ]                                                          |
| 1886. | 32.                              | 5. března 2023                                               | Aspen (Ruthie's Run)                                             | SG 237                                                           | Marco Odermatt                                                   | Andreas Sander                                                   | Aleksander Aamodt Kilde                                         | [ 59 ]                                                          |
| 1887. | 33.                              | 11. března 2023                                              | Kranjska Gora (Podkoren 3, 59 %)                                 | OS 445                                                           | Marco Odermatt                                                   | Alexis Pinturault                                                | Henrik Kristoffersen                                            | [ 60 ]                                                          |
| 1888. | 34.                              | 12. března 2023                                              | Kranjska Gora (Podkoren 3, 59 %)                                 | OS 446                                                           | Marco Odermatt                                                   | Henrik Kristoffersen                                             | Alexis Pinturault                                               | [ 61 ]                                                          |
| Finále Světového poháru                                                                                  |                                  |                                                              |                                                                  |                                                                  |                                                                  |                                                                  |                                                                 |                                                                 |
| 1889. | 35.                              | 15. března 2023                                              | Soldeu (Aliga)                                                   | SJ 524                                                           | Vincent Kriechmayr                                               | Romed Baumann                                                    | Andreas Sander                                                  | [ 62 ]                                                          |
| 1890. | 36.                              | 16. března 2023                                              | Soldeu (Aliga)                                                   | SG 238                                                           | Marco Odermatt                                                   | Marco Schwarz                                                    | Aleksander Aamodt Kilde                                         | [ 63 ]                                                          |
| 1891. | 37.                              | 18. března 2023                                              | Soldeu (Avet)                                                    | OS 447                                                           | Marco Odermatt                                                   | Henrik Kristoffersen                                             | Marco Schwarz                                                   | [ 64 ]                                                          |
| 1892. | 38.                              | 19. března 2023                                              | Soldeu (Avet)                                                    | SL 528                                                           | Ramon Zenhäusern                                                 | Lucas Braathen                                                   | Henrik Kristoffersen                                            | [ 65 ]                                                          |
| Legenda                                                                                                  |                                  |                                                              |                                                                  |                                                                  |                                                                  |                                                                  |                                                                 |                                                                 |
| SJ – sjezd, SL – slalom, OS – obří slalom, SG – Super-G, PS – paralelní obří slalom, SK – superkombinace |                                  |                                                              |                                                                  |                                                                  |                                                                  |                                                                  |                                                                 |                                                                 |

### Pořadí
| Poř. | po 38 závodech          | body |
| ---- | ----------------------- | ---- |
|      | Marco Odermatt          | 2042 |
| 2.   | Aleksander Aamodt Kilde | 1340 |
| 3.   | Henrik Kristoffersen    | 1154 |
| 4.   | Lucas Braathen          | 954  |
| 5.   | Vincent Kriechmayr      | 953  |

| Poř. | po 10 závodech          | body |
| ---- | ----------------------- | ---- |
|      | Aleksander Aamodt Kilde | 760  |
| 2.   | Vincent Kriechmayr      | 614  |
| 3.   | Marco Odermatt          | 462  |
| 4.   | Johan Clarey            | 343  |
| 5.   | James Crawford          | 326  |

| Poř. | po 8 závodech           | body |
| ---- | ----------------------- | ---- |
|      | Marco Odermatt          | 740  |
| 2.   | Aleksander Aamodt Kilde | 512  |
| 3.   | Vincent Kriechmayr      | 335  |
| 4.   | Andreas Sander          | 265  |
| 5.   | Alexis Pinturault       | 253  |

| Poř. | po 10 závodech       | body |
| ---- | -------------------- | ---- |
|      | Marco Odermatt       | 840  |
| 2.   | Henrik Kristoffersen | 660  |
| 3.   | Žan Kranjec          | 464  |
| 4.   | Marco Schwarz        | 449  |
| 5.   | Alexis Pinturault    | 409  |

| Poř. | po 10 závodech       | body |
| ---- | -------------------- | ---- |
|      | Lucas Braathen       | 546  |
| 2.   | Henrik Kristoffersen | 494  |
| 3.   | Ramon Zenhäusern     | 467  |
| 4.   | Daniel Yule          | 401  |
| 5.   | Manuel Feller        | 345  |

## Ženy

### Kalendář
| |                               | 22. října 2022     | Sölden (Rettenbach, 68,2 %)                    | OS cnx                             | špatné počasí; přeloženo do Semmeringu na 27. prosince 2022     | špatné počasí; přeloženo do Semmeringu na 27. prosince 2022     | špatné počasí; přeloženo do Semmeringu na 27. prosince 2022     | špatné počasí; přeloženo do Semmeringu na 27. prosince 2022     |
| 5. listopadu 2022                                                                                        | Zermatt/Cervinia (Gran Becca) | SJ cnx             | špatné počasí; zrušeno bez náhrady             | špatné počasí; zrušeno bez náhrady | špatné počasí; zrušeno bez náhrady                              | špatné počasí; zrušeno bez náhrady                              |                                                                 |                                                                 |
| 6. listopadu 2022                                                                                        | Zermatt/Cervinia (Gran Becca) | SJ cnx             | špatné počasí; zrušeno bez náhrady             | špatné počasí; zrušeno bez náhrady | špatné počasí; zrušeno bez náhrady                              | špatné počasí; zrušeno bez náhrady                              |                                                                 |                                                                 |
| 13. listopadu 2022                                                                                       | Lech/Zürs (Flexenarena, 50 %) | PG cnx             | špatné počasí; zrušeno bez náhrady             | špatné počasí; zrušeno bez náhrady | špatné počasí; zrušeno bez náhrady                              | špatné počasí; zrušeno bez náhrady                              |                                                                 |                                                                 |
| 1735. | 1.                            | 19. listopadu 2022 | Levi (Levi Blackx, 52 %)                       | SL 488                             | Mikaela Shiffrinová                                             | Anna Swenn-Larssonová                                           | Petra Vlhová                                                    | [ 67 ]                                                          |
| 1736. | 2.                            | 20. listopadu 2022 | Levi (Levi Blackx, 52 %)                       | SL 489                             | Mikaela Shiffrinová                                             | Wendy Holdenerová                                               | Petra Vlhová                                                    | [ 68 ]                                                          |
| 1737. | 3.                            | 26. listopadu 2022 | Killington (Superstarx)                        | OS 436                             | Lara Gut-Behramiová                                             | Marta Bassinová                                                 | Sara Hectorová                                                  | [ 69 ]                                                          |
| 1738. | 4.                            | 27. listopadu 2022 | Killington (Superstarx)                        | SL 490                             | Wendy Holdenerová Anna Swenn-Larssonová                         | 2. místo neuděleno                                              | Katharina Truppeová                                             | [ 70 ]                                                          |
| 1739. | 5.                            | 2. prosince 2022   | Lake Louise (Men's Olympic, 53 %)              | SJ 434                             | Sofia Goggiová                                                  | Corinne Suterová                                                | Cornelia Hütterová                                              | [ 71 ]                                                          |
| 1740. | 6.                            | 3. prosince 2022   | Lake Louise (Men's Olympic, 53 %)              | SJ 435                             | Sofia Goggiová                                                  | Nina Ortliebová                                                 | Corinne Suterová                                                | [ 72 ]                                                          |
| 1741. | 7.                            | 4. prosince 2022   | Lake Louise (Men's Olympic, 53 %)              | SG 254                             | Corinne Suterová                                                | Cornelia Hütterová                                              | Ragnhild Mowinckelová                                           | [ 73 ]                                                          |
| 1742. | 8.                            | 10. prosince 2022  | Sestriere (Pista Gianni A. Agnelli)            | OS 437                             | Marta Bassinová                                                 | Sara Hectorová                                                  | Petra Vlhová                                                    | [ 74 ]                                                          |
| 1743. | 9.                            | 11. prosince 2022  | Sestriere (Pista Gianni A. Agnelli)            | SL 491                             | Wendy Holdenerová                                               | Mikaela Shiffrinová                                             | Petra Vlhová                                                    | [ 75 ]                                                          |
| 1744. | 10.                           | 16. prosince 2022  | St. Moritz (Corviglia, 61 %)                   | SJ 436                             | Elena Curtoniová                                                | Sofia Goggiová                                                  | Corinne Suterová                                                | [ 76 ]                                                          |
| 1745. | 11.                           | 17. prosince 2022  | St. Moritz (Corviglia, 61 %)                   | SJ 437                             | Sofia Goggiová                                                  | Ilka Štuhecová                                                  | Kira Weidleová                                                  | [ 77 ]                                                          |
| 1746. | 12.                           | 18. prosince 2022  | St. Moritz (Corviglia, 61 %)                   | SG 255                             | Mikaela Shiffrinová                                             | Elena Curtoniová                                                | Romane Miradoliová                                              | [ 78 ]                                                          |
| 1747. | 13.                           | 27. prosince 2022  | Semmering (Panorama, 51 %)                     | OS 438                             | Mikaela Shiffrinová                                             | Petra Vlhová                                                    | Marta Bassinová                                                 | [ 79 ]                                                          |
| 1748. | 14.                           | 28. prosince 2022  | Semmering (Panorama, 51 %)                     | OS 439                             | Mikaela Shiffrinová                                             | Lara Gut-Behramiová                                             | Marta Bassinová                                                 | [ 80 ]                                                          |
| 1749. | 15.                           | 29. prosince 2022  | Semmering (Panorama, 51 %)                     | SL 492                             | Mikaela Shiffrinová                                             | Paula Moltzanová                                                | Lena Dürrová                                                    | [ 81 ]                                                          |
| 1750. | 16.                           | 4. ledna 2023      | Záhřeb (Crveni spust, 51 %)                    | SL 493                             | Mikaela Shiffrinová                                             | Petra Vlhová                                                    | Anna Swenn-Larssonová                                           | [ 82 ]                                                          |
| |                               | 5. ledna 2023      | Záhřeb (Crveni spust, 51 %)                    | SL cnx                             | špatné počasí; přeloženo do Špindlerova Mlýna na 28. ledna 2023 | špatné počasí; přeloženo do Špindlerova Mlýna na 28. ledna 2023 | špatné počasí; přeloženo do Špindlerova Mlýna na 28. ledna 2023 | špatné počasí; přeloženo do Špindlerova Mlýna na 28. ledna 2023 |
| 1751. | 17.                           | 7. ledna 2023      | Kranjska Gora (Podkoren 3, 59 %)               | OS 440                             | Valérie Grenierová                                              | Marta Bassinová                                                 | Petra Vlhová                                                    | [ 83 ]                                                          |
| 1752. | 18.                           | 8. ledna 2023      | Kranjska Gora (Podkoren 3, 59 %)               | OS 441                             | Mikaela Shiffrinová                                             | Federica Brignoneová                                            | Lara Gut-Behramiová                                             | [ 84 ]                                                          |
| 1753. | 19.                           | 10. ledna 2023     | Flachau (Griessenkar, 53 %)                    | SL 494                             | Petra Vlhová                                                    | Mikaela Shiffrinová                                             | Lena Dürrová                                                    | [ 85 ]                                                          |
| |                               | 14. ledna 2023     | St. Anton (Karl-Schranz-Piste 78 %)            | SJ cnx                             | změna programu; nahrazeno závodem Super-G                       | změna programu; nahrazeno závodem Super-G                       | změna programu; nahrazeno závodem Super-G                       | změna programu; nahrazeno závodem Super-G                       |
| 1754. | 20.                           | 14. ledna 2023     | St. Anton (Karl-Schranz-Piste 78 %)            | SG 256                             | Federica Brignoneová                                            | Joana Hählenová                                                 | Lara Gut-Behramiová                                             | [ 86 ]                                                          |
| 1755. | 21.                           | 15. ledna 2023     | St. Anton (Karl-Schranz-Piste 78 %)            | SG 257                             | Lara Gut-Behramiová                                             | Federica Brignoneová                                            | Marta Bassinová                                                 | [ 87 ]                                                          |
| 1756. | 22.                           | 20. ledna 2023     | Cortina d'Ampezzo (Olimpia delle Tofane, 73 %) | SJ 438                             | Sofia Goggiová                                                  | Ilka Štuhecová                                                  | Kira Weidleová                                                  | [ 88 ]                                                          |
| 1757. | 23.                           | 21. ledna 2023     | Cortina d'Ampezzo (Olimpia delle Tofane, 73 %) | SJ 439                             | Ilka Štuhecová                                                  | Kajsa Vickhoff Lieová                                           | Elena Curtoniová                                                | [ 89 ]                                                          |
| 1758. | 24.                           | 22. ledna 2023     | Cortina d'Ampezzo (Olimpia delle Tofane, 73 %) | SG 258                             | Ragnhild Mowinckelová                                           | Cornelia Hütterová                                              | Marta Bassinová                                                 | [ 90 ]                                                          |
| 1759. | 25.                           | 24. ledna 2023     | Kronplatz (Erta, 61 %)                         | OS 442                             | Mikaela Shiffrinová                                             | Lara Gut-Behramiová                                             | Federica Brignoneová                                            | [ 91 ]                                                          |
| 1760. | 26.                           | 25. ledna 2023     | Kronplatz (Erta, 61 %)                         | OS 443                             | Mikaela Shiffrinová                                             | Ragnhild Mowinckelová                                           | Sara Hectorová                                                  | [ 92 ]                                                          |
| |                               | 28. ledna 2023     | Špindlerův Mlýn (Černá, Svatý Petr)            | OS cnx                             | přeloženo do Kronplatzu na 25. ledna 2023                       | přeloženo do Kronplatzu na 25. ledna 2023                       | přeloženo do Kronplatzu na 25. ledna 2023                       | přeloženo do Kronplatzu na 25. ledna 2023                       |
| 1761. | 27.                           | 28. ledna 2023     | Špindlerův Mlýn (Černá, Svatý Petr)            | SL 495                             | Mikaela Shiffrinová                                             | Lena Dürrová                                                    | Wendy Holdenerová                                               | [ 93 ]                                                          |
| 1762. | 28.                           | 29. ledna 2023     | Špindlerův Mlýn (Černá, Svatý Petr)            | SL 496                             | Lena Dürrová                                                    | Mikaela Shiffrinová                                             | Zrinka Ljutićová                                                | [ 94 ]                                                          |
| 47. mistrovství světa (6.–18. února)                                                                     |                               |                    |                                                |                                    |                                                                 |                                                                 |                                                                 |                                                                 |
| Mistrovství světa                                                                                        | Mistrovství světa             | 6. února 2023      | Méribel (Roc de Fer, 55 %)                     | SK                                 | Federica Brignoneová                                            | Wendy Holdenerová                                               | Ricarda Haaserová                                               | [ 95 ]                                                          |
| Mistrovství světa                                                                                        | Mistrovství světa             | 8. února 2023      | Méribel (Roc de Fer, 55 %)                     | SG                                 | Marta Bassinová                                                 | Mikaela Shiffrinová                                             | Cornelia Hütterová Kajsa Vickhoff Lieová                        | [ 96 ]                                                          |
| Mistrovství světa                                                                                        | Mistrovství světa             | 11. února 2023     | Méribel (Roc de Fer, 55 %)                     | SJ                                 | Jasmine Fluryová                                                | Nina Ortliebová                                                 | Corinne Suterová                                                | [ 97 ]                                                          |
| Mistrovství světa                                                                                        | Mistrovství světa             | 15. února 2023     | Méribel (Roc de Fer, 55 %)                     | PS                                 | Maria Therese Tvibergová                                        | Wendy Holdenerová                                               | Thea Louise Stjernesundová                                      | [ 98 ]                                                          |
| Mistrovství světa                                                                                        | Mistrovství světa             | 16. února 2023     | Méribel (Roc de Fer, 55 %)                     | OS                                 | Mikaela Shiffrinová                                             | Federica Brignoneová                                            | Ragnhild Mowinckelová                                           | [ 99 ]                                                          |
| Mistrovství světa                                                                                        | Mistrovství světa             | 18. února 2023     | Méribel (Roc de Fer, 55 %)                     | SL                                 | Laurence St. Germainová                                         | Mikaela Shiffrinová                                             | Lena Dürrová                                                    | [ 100 ]                                                         |
| |                               | 25. února 2023     | Crans-Montana (Mont Lachaux)                   | SJ cnx                             | špatné počasí; přeloženo na 26. února 2023                      | špatné počasí; přeloženo na 26. února 2023                      | špatné počasí; přeloženo na 26. února 2023                      | špatné počasí; přeloženo na 26. února 2023                      |
| 1763. | 29.                           | 26. února 2023     | Crans-Montana (Mont Lachaux)                   | SJ 440                             | Sofia Goggiová                                                  | Federica Brignoneová                                            | Laura Gauchéová                                                 | [ 101 ]                                                         |
| |                               | 26. února 2023     | Crans-Montana (Mont Lachaux)                   | SG cnx                             | změna programu; zrušeno bez náhrady                             | změna programu; zrušeno bez náhrady                             | změna programu; zrušeno bez náhrady                             | změna programu; zrušeno bez náhrady                             |
| 1764. | 30.                           | 3. března 2023     | Kvitfjell (Olympiabakken)                      | SG 259                             | Cornelia Hütterová                                              | Elena Curtoniová                                                | Lara Gut-Behramiová                                             | [ 102 ]                                                         |
| 1765. | 31.                           | 4. března 2023     | Kvitfjell (Olympiabakken)                      | SJ 441                             | Kajsa Vickhoff Lieová                                           | Sofia Goggiová                                                  | Corinne Suterová                                                | [ 103 ]                                                         |
| 1766. | 32.                           | 5. března 2023     | Kvitfjell (Olympiabakken)                      | SG 260                             | Nina Ortliebová                                                 | Stephanie Venierová                                             | Franziska Gritschová                                            | [ 104 ]                                                         |
| 1767. | 33.                           | 10. března 2023    | Åre (Olympia)                                  | OS 444                             | Mikaela Shiffrinová                                             | Federica Brignoneová                                            | Sara Hectorová                                                  | [ 105 ]                                                         |
| 1768. | 34.                           | 11. března 2023    | Åre (Olympia)                                  | SL 497                             | Mikaela Shiffrinová                                             | Wendy Holdenerová                                               | Anna Swenn-Larssonová                                           | [ 106 ]                                                         |
| Finále Světového poháru                                                                                  |                               |                    |                                                |                                    |                                                                 |                                                                 |                                                                 |                                                                 |
| 1769. | 35.                           | 15. března 2023    | Soldeu (Aliga)                                 | SJ 442                             | Ilka Štuhecová                                                  | Sofia Goggiová                                                  | Lara Gut-Behramiová                                             | [ 107 ]                                                         |
| 1770. | 36.                           | 16. března 2023    | Soldeu (Aliga)                                 | SG 261                             | Lara Gut-Behramiová                                             | Federica Brignoneová                                            | Ragnhild Mowinckelová                                           | [ 108 ]                                                         |
| 1771. | 37.                           | 18. března 2023    | Soldeu (Avet)                                  | SL 498                             | Petra Vlhová                                                    | Leona Popovićová                                                | Mikaela Shiffrinová                                             | [ 109 ]                                                         |
| 1772. | 38.                           | 19. března 2023    | Soldeu (Avet)                                  | OS 445                             | Mikaela Shiffrinová                                             | Thea Louise Stjernesundová                                      | Valérie Grenierová                                              | [ 110 ]                                                         |
| Legenda                                                                                                  |                               |                    |                                                |                                    |                                                                 |                                                                 |                                                                 |                                                                 |
| SJ – sjezd, SL – slalom, OS – obří slalom, SG – Super-G, PS – paralelní obří slalom, SK – superkombinace |                               |                    |                                                |                                    |                                                                 |                                                                 |                                                                 |                                                                 |

### Pořadí
| Poř. | po 38 závodech         | body |
| ---- | ---------------------- | ---- |
|      | Mikaela Shiffrinová    | 2206 |
| 2.   | Lara Gutová-Behramiová | 1217 |
| 3.   | Petra Vlhová           | 1125 |
| 4.   | Federica Brignoneová   | 1069 |
| 5.   | Sofia Goggiová         | 916  |

| Poř. | po 9 závodech     | body |
| ---- | ----------------- | ---- |
|      | Sofia Goggiová    | 740  |
| 2.   | Ilka Štuhecová    | 551  |
| 3.   | Corinne Suterová  | 309  |
| 4.   | Elena Curtoniová  | 308  |
| 5.   | Mirjam Puchnerová | 273  |

| Poř. | po 8 závodech          | body |
| ---- | ---------------------- | ---- |
|      | Lara Gutová-Behramiová | 413  |
| 2.   | Federica Brignoneová   | 368  |
| 3.   | Ragnhild Mowinckelová  | 366  |
| 4.   | Elena Curtoniová       | 358  |
| 5.   | Cornelia Hütterová     | 347  |

| Poř. | po 10 závodech         | body |
| ---- | ---------------------- | ---- |
|      | Mikaela Shiffrinová    | 800  |
| 2.   | Lara Gutová-Behramiová | 532  |
| 3.   | Marta Bassinoová       | 515  |
| 4.   | Petra Vlhová           | 486  |
| 5.   | Federica Brignoneová   | 476  |

| Poř. | po 11 závodech           | body |
| ---- | ------------------------ | ---- |
|      | Mikaela Shiffrinová      | 945  |
| 2.   | Wendy Holdenerová        | 655  |
| 3.   | Petra Vlhová             | 630  |
| 4.   | Lena Dürrová             | 493  |
| 5.   | Anna Swennová-Larssonová | 470  |

## Týmová soutěž

### Kalendář
| 47. mistrovství světa (14. února) |                   |                 |                           |        |                                                                                            | | |         |
| Mistrovství světa                 | Mistrovství světa | 14. února 2023  | Méribel (Roc de Fer 55 %) | PS     | USATommy Ford Katie Hensienová Paula Moltzanová Nina O'Brienová River Radamus Luke Winters | NorskoTimon Haugan Kristin Lysdahlová Leif Kristian Nestvold-Haugen Alexander Steen Olsen Thea Louise Stjernesundová Maria Therese Tvibergová | KanadaValérie Grenierová Erik Read Jeffrey Read Britt Richardsonová                                           | [ 112 ] |
| Finále Světového pohárů           |                   |                 |                           |        |                                                                                            | | |         |
| 17.                               | 1.                | 17. března 2023 | Soldeu (Aliga)            | PS 014 | NorskoTimon Haugan Thea Louise Stjernesundová Maria Therese Tvibergová Rasmus Windingstad  | ŠvýcarskoSemyel Bissig Andrea Ellenbergerová Stefanie Grobová Camille Rastová Livio Simonet Thomas Tumler                                     | RakouskoPatrick Feurstein Franziska Gritschová Fabio Gstrein Adrian Pertl Julia Scheibová Katharina Truppeová | [ 113 ] |
| Legenda                           |                   |                 |                           |        |                                                                                            | | |         |
| PS – paralelní obří slalom        |                   |                 |                           |        |                                                                                            | | |         |

## Pohár národů
| Poř. | po 77 závodech | body   |
| ---- | -------------- | ------ |
| 1.   | Švýcarsko      | 11 318 |
| 2.   | Rakousko       | 8 729  |
| 3.   | Norsko         | 7 611  |
| 4.   | Itálie         | 6 723  |
| 5.   | USA            | 4 389  |

| Poř. | po 39 závodech | body  |
| ---- | -------------- | ----- |
| 1.   | Švýcarsko      | 6 298 |
| 2.   | Norsko         | 5 272 |
| 3.   | Rakousko       | 4 756 |
| 4.   | Itálie         | 2 535 |
| 5.   | Francie        | 2 415 |

| Poř. | po 39 závodech | body  |
| ---- | -------------- | ----- |
| 1.   | Švýcarsko      | 5 020 |
| 2.   | Itálie         | 4 188 |
| 3.   | Rakousko       | 3 973 |
| 4.   | USA            | 3 264 |
| 5.   | Norsko         | 2 339 |

## Nejvyšší výdělky
| Poř.                          | lyžař                   | výdělek     |
| ----------------------------- | ----------------------- | ----------- |
| 1.                            | Marco Odermatt          | 941 200 CHF |
| 2.                            | Aleksander Aamodt Kilde | 623 182 CHF |
| 3.                            | Henrik Kristoffersen    | 372 680 CHF |
| 4.                            | Vincent Kriechmayr      | 354 410 CHF |
| 5.                            | Lucas Braathen          | 264 800 CHF |
| Aktualizováno 20. března 2022 |                         |             |

| Poř.                          | lyžařka                | výdělek     |
| ----------------------------- | ---------------------- | ----------- |
| 1.                            | Mikaela Shiffrinová    | 964 200 CHF |
| 2.                            | Sofia Goggiová         | 338 000 CHF |
| 3.                            | Federica Brignoneová   | 317 575 CHF |
| 4.                            | Lara Gutová-Behramiová | 314 230 CHF |
| 5.                            | Petra Vlhová           | 288 920 CHF |
| Aktualizováno 20. března 2023 |                        |             |

## Statistiky

### První vítězství v kariéře

#### Muži

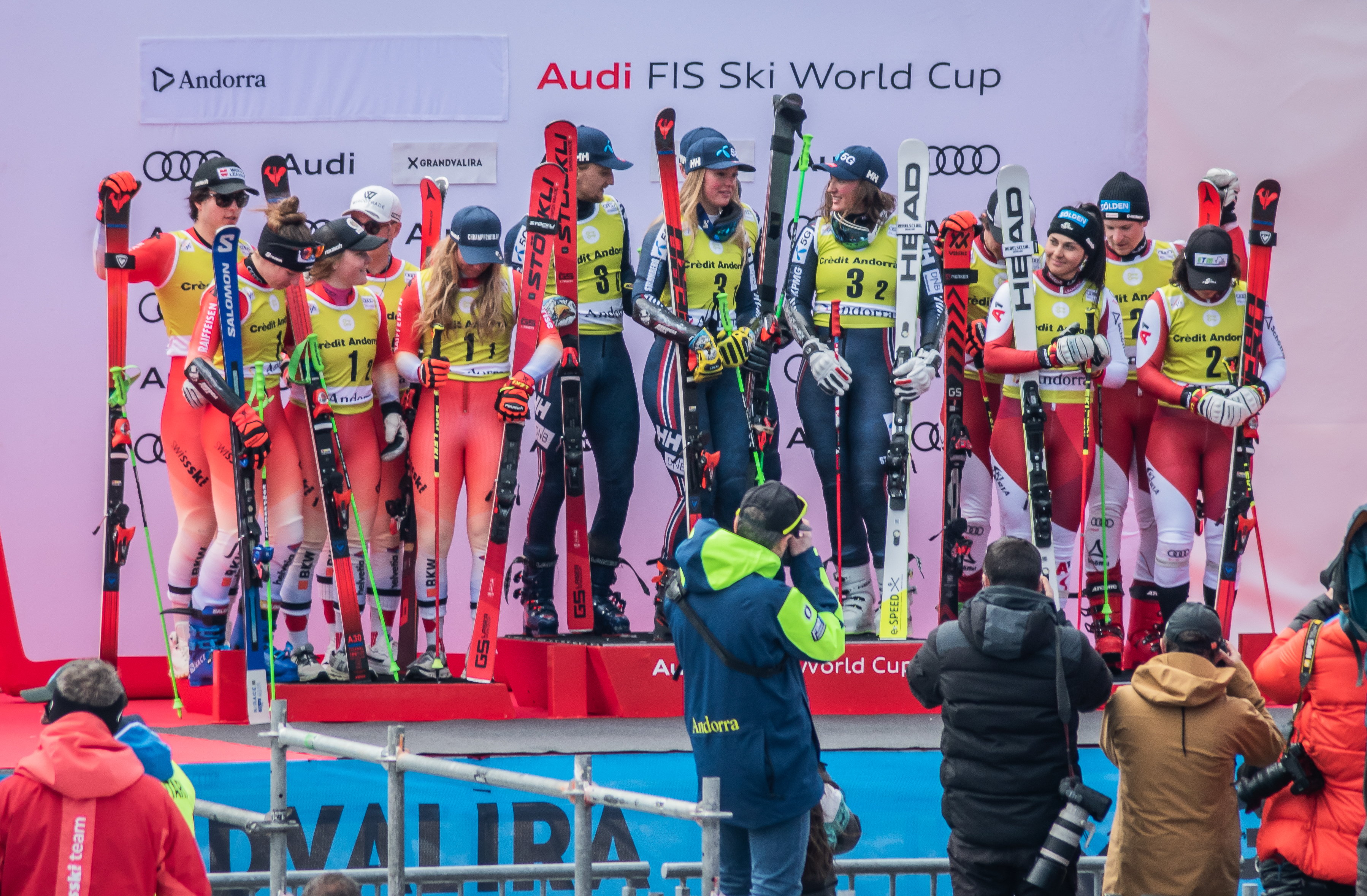
Stupně vítězů smíšeného závodu týmů světového finále v Soldeu: Švýcarsko • Norsko • Rakousko (17. března 2023)

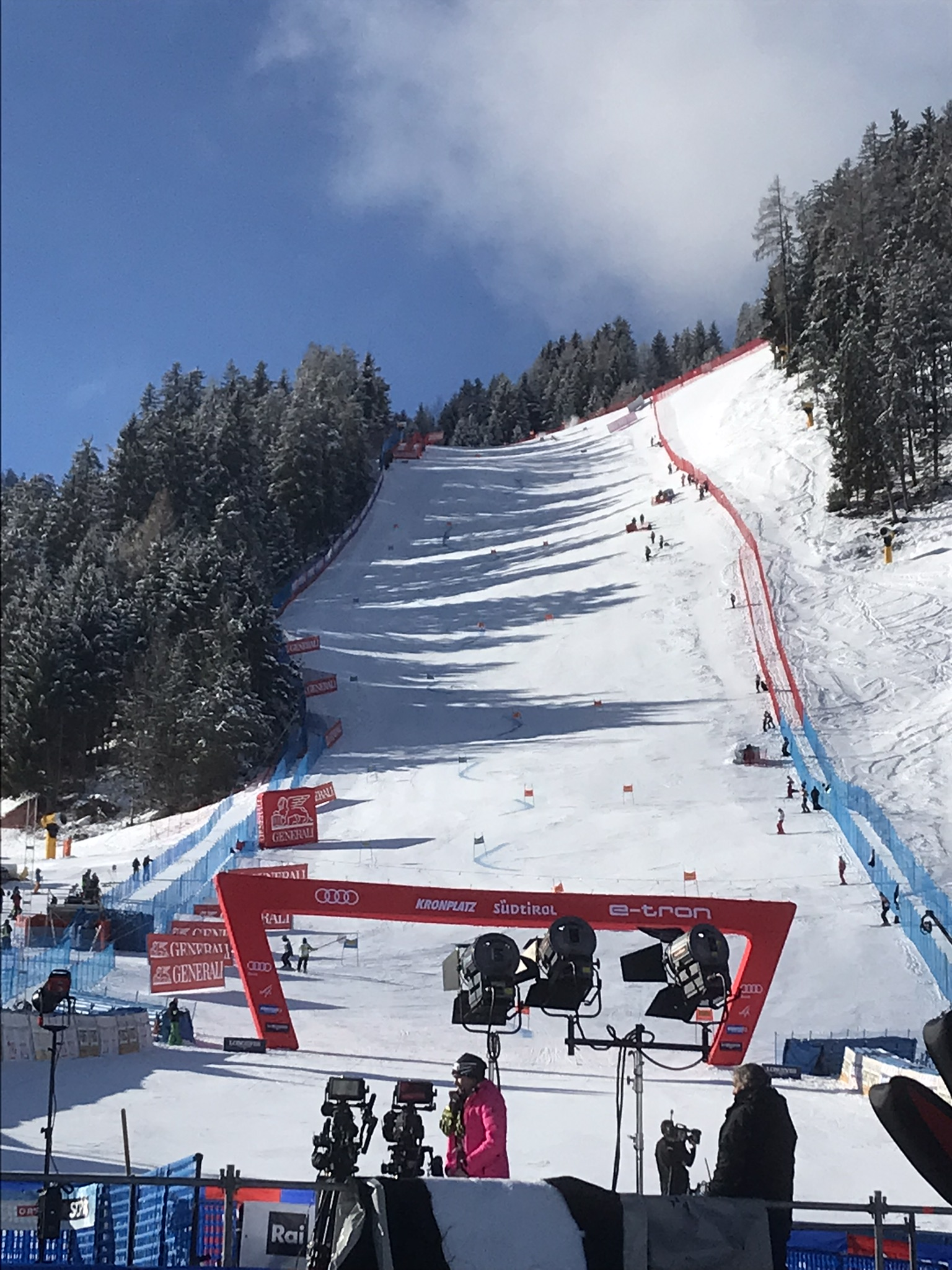
Cílový hank sjezdovky Erta 3 v Kronplatzu během obřího slalomu žen (25. ledna 2023)

- Alexander Steen Olsen (21 let), ve své třetí sezóně – slalom v Palisades Tahoe

#### Ženy
- Valérie Grenierová (26 let), ve své osmé sezóně – obří slalom v Kranjske Goře
- Anna Swennová-Larssonová (31 let), ve své dvanácté sezóně – slalom v Killingtonu
- Kajsa Vickhoffová Lieová (24 let), ve své šesté sezóně – sjezd in Kvitfjell

### První stupně vítězů v kariéře

#### Muži
- Alexander Steen Olsen (21 let), ve své třetí sezóně –  1. místo, slalom v Palisades Tahoe
- Stefan Rogentin (28 let), ve své sedmé sezóně – 2. místo, Super-G ve Wengenu
- Florian Schieder (27 let), ve své šesté sezóně – 2. místo, sjezd v Kitzbühelu
- AJ Ginnis (28 let), ve své sedmé sezóně – 2. místo, slalom v Chamonix
- Andreas Sander (33 let), ve své patnácté sezóně – 2. místo, Super-G v Aspenu
- Mattia Casse (32 let), ve své třinácté sezóně – 3. místo, sjezd ve Val Gardeně
- Albert Popov (25 let), ve své deváté sezóně – slalom v Palisades Tahoe

#### Ženy
- Valérie Grenierová (26 let), ve své osmé sezóně – 1. místo, obří slalom v Kranjské Goře
- Leona Popovićová (25 let), ve své osmé sezóně – 2. místo, slalom v Soldeu
- Laura Gauchéová (27 let), ve své desáté sezóně – 3. místo, sjezd v Crans-Montaně
- Zrinka Ljutićová (19 let), ve své třetí sezóně – 3. místo, slalom ve Špindlerově Mlýně

### Počet vítězství v sezóně (kariéře)
| - Marco Odermatt – 13 (24) - Aleksander Aamodt Kilde – 8 (21) - Vincent Kriechmayr – 4 (16) - Lucas Braathen – 3 (5) - Henrik Kristoffersen – 2 (30) - Daniel Yule – 2 (6) - Ramon Zenhäusern – 2 (6) - Clément Noël – 1 (10) - Marco Schwarz – 1 (5) - Loïc Meillard – 1 (2) - Alexander Steen Olsen – 1 (1) | - Mikaela Shiffrinová – 14 (88) - Sofia Goggiová – 5 (22) - Lara Gutová-Behramiová – 3 (37) - Petra Vlhová – 2 (28) - Ilka Štuhecová – 2 (11) - Wendy Holdenerová – 2 (5) - Federica Brignoneová – 1 (21) - Marta Bassinová – 1 (6) - Corinne Suterová – 1 (5) - Cornelia Hütterová – 1 (4) - Elena Curtoniová – 1 (3) - Ragnhild Mowinckelová – 1 (3) - Lena Dürrová – 1 (2) - Nina Ortliebová – 1 (2) - Valérie Grenierová – 1 (1) - Anna Swennová-Larssonová – 1 (1) - Kajsa Vickhoffová Lieová – 1 (1) |